# امالا (آلبوم)
امالا (به انگلیسی: Amala) نخستین آلبوم استودیویی از رپر و خواننده آمریکایی دوجا کت می‌باشد که در ۳۰ مارس ۲۰۱۸ از سوی کموساب رکوردز و آرسی‌ای رکوردز منتشر گردید.